# Torna az 1920. évi nyári olimpiai játékokon
Az 1920. évi nyári olimpiai játékokon a tornában négy versenyszámban osztottak érmeket.

## Éremtáblázat
A táblázatban a rendező ország csapata eltérő háttérszínnel, az egyes számoszlopok legmagasabb értéke, vagy értékei vastagítással kiemelve.
| Az 1920. évi nyári olimpiai játékok éremtáblázata tornában | Az 1920. évi nyári olimpiai játékok éremtáblázata tornában | Az 1920. évi nyári olimpiai játékok éremtáblázata tornában | Az 1920. évi nyári olimpiai játékok éremtáblázata tornában | Az 1920. évi nyári olimpiai játékok éremtáblázata tornában | Olimpia  |
| ---------------------------------------------------------- | ---------------------------------------------------------- | ---------------------------------------------------------- | ---------------------------------------------------------- | ---------------------------------------------------------- | -------- |
|                                                            | Ország                                                     | Arany                                                      | Ezüst                                                      | Bronz                                                      | Összesen |
| 1.                                                         | Olaszország (ITA)                                          | 2                                                          | 0                                                          | 0                                                          | 2        |
| 2.                                                         | Dánia (DEN)                                                | 1                                                          | 1                                                          | 0                                                          | 2        |
| 3.                                                         | Svédország (SWE)                                           | 1                                                          | 0                                                          | 0                                                          | 1        |
|                                                            |                                                            |                                                            |                                                            |                                                            |          |
| 4.                                                         | Franciaország (FRA)                                        | 0                                                          | 1                                                          | 2                                                          | 3        |
| 5.                                                         | Belgium (BEL)                                              | 0                                                          | 1                                                          | 1                                                          | 2        |
| 6.                                                         | Norvégia (NOR)                                             | 0                                                          | 1                                                          | 0                                                          | 1        |
|                                                            |                                                            |                                                            |                                                            |                                                            |          |
| Összesen                                                   | Összesen                                                   | 4                                                          | 4                                                          | 3                                                          | 11       |

## Érmesek
A táblázatban a rendező ország versenyzői eltérő háttérszínnel kiemelve.
| Az 1920. évi nyári olimpiai játékok érmesei férfi tornában | | | |
| Versenyszám                                                | Arany | Ezüst | Bronz |
| Összetett, egyéni                                          | Giorgio Zampori · Olaszország (ITA) · 88,35 | Marco Torrès · Franciaország (FRA) · 87,62 | Jean Gounot · Franciaország (FRA) · 87,45 |
| Európai rendszerű, csapat                                  | Olaszország (ITA) · Arnaldo Andreoli · Ettore Bellotto · Pietro Bianchi · Fernando Bonatti · Luigi Cambiaso · Luigi Contessi · Carlo Costigliolo · Luigi Costigliolo · Giuseppe Domenichelli · Roberto Ferrari · Carlo Fregosi · Romualdo Ghiglione · Ambrogio Levati · Francesco Loi · Vittorio Lucchetti · Luigi Maiocco · Ferdinando Mandrini · Lorenzo Mangiante · Antonio Marovelli · Michele Mastromarino · Giuseppe Paris · Manlio Pastorini · Ezio Roselli · Paolo Salvi · Giovanni Tubino · Giorgio Zampori · Angelo Zorzi | Belgium (BEL) · Eugenius Auwerkeren · Théophile Bauer · François Claessens · Augustus Cootmans · François Gibens · Albert Haepers · Domien Jacob · Félicien Kempeneers · Jules Labéeu · Hubert Lafortune · Auguste Landrieu · Charles Lannie · Constant Loriot · Ferdinand Minnaert · Nicolaas Moerloos · Louis Stoop · Jean Van Guysse · Alphonse Van Mele · François Verboven · Jean Verboven · Julien Verdonck · Joseph Verstraeten · Georges Vivex · Julianus Wagemans                                     | Franciaország (FRA) · Georges Berger · Émile Bouchès · René Boulanger · Alfred Buyenne · Eugène Cordonnier · Léon Delsarte · Lucien Démanet · Paul Durin · Victor Duvant · Fernand Fauconnier · Arthur Hermann · Albert Hersoy · Alphonse Higelin · Auguste Hoël · Louis Kimpe · Georges Lagouge · Paulin Lemaire · Ernest Lespinasse · Émile Martel · Jules Pirard · Eugène Pollet · Georges Thurnherr · Marco Torrès · François Walker · Julien Wartelle · Paul Wartelle |
| Svéd rendszerű, csapat                                     | Svédország (SWE) · Fausto Acke · Albert Andersson · Arvid Andersson · Helge Bäckander · Bengt Bengtsson · Fabian Biörck · Erik Charpentier · Sture Ericsson · Konrad Granström · Helge Gustafsson · Åke Häger · Ture Hedman · Sven Johnson · Sven-Olof Jonsson · Karl Lindahl · Edmund Lindmark · Bengt Mohrberg · Frans Persson · Klas Särner · Curt Sjöberg · Gunnar Söderlindh · John Sörenson · Alf Svensén · Gösta Törner | Dánia (DEN) · Johannes Birk · Frede Hansen · Frederik Hansen · Kristian Hansen · Hans Hovgaard Jakobsen · Aage Jørgensen · Alfred Frøkjær Jørgensen · Alfred Ollerup Jørgensen · Arne Jørgensen · Knud Kirkeløkke · Jens Lambæk · Kristian Larsen · Kristian Madsen · Niels Erik Nielsen · Niels Kristian Nielsen · Dynes Pedersen · Hans Pedersen · Johannes Pedersen · Peter Dorf Pedersen · Rasmus Rasmussen · Hans Christian Sørensen · Hans Laurids Sørensen · Søren Sørensen · Georg Vest · Aage Walther | Belgium (BEL) · Paul Arets · Léon Bronckaert · Léopold Clabots · Jean-Baptiste Claessens · Léon Darrien · Lucien Dehoux · Ernest Deleu · Émile Duboisson · Ernest Dureuil · Joseph Fiems · Marcel Hansen · Louis Henin · Omer Hoffman · Félix Logiest · Charles Maerschalck · René Paenhuijsen · Arnold Pierret · René Pinchart · Gaspard Pirotte · Augustien Pluys · Léopold Son · Édouard Taeymans · Pierre Thiriar · Henri Verhavert                                    |
| Szabadon választott gyakorlatok, csapat                    | Dánia (DEN) · Georg Albertsen · Carl Andersen · Viggo Dibbern · Fritz Eisenöe · Aage Frandsen · Hans Trier Hansen · Hugo Helsten · Harry Holm · Herold Jansson · Robert Johnsen · Christian Juhl · Vilhelm Lange · Svend Meulengracht Madsen · Peder Marcussen · Peter Møller · Lukas Nielsen · Niels Turin-Nielsen · Oluf Olsen · Steen Olsen · Christian Pedersen · Stig Rønne · Harry Sørensen · Christian Thomas · Knud Vermehren                                                                                               | Norvégia (NOR) · Alf Aanning · Karl Aas · Jørgen Andersen · Gustav Bayer · Jørgen Bjørnstad · Asbjørn Bodahl · Eilert Bøhm · Trygve Bøyesen · Ingolf Davidsen · Håkon Endreson · Jacob Erstad · Harald Færstad · Hermann Helgesen · Peter Hol · Otto Johannessen · Johan Anker Johansen · Trygve Kristoffersen · Henrik Nielsen · Jacob Opdahl · Arthur Rydstrøm · Frithjof Sælen · Bjørn Skjærpe · Wilhelm Steffensen · Olav Sundal · Reidar Tønsberg · Lauritz Wigand-Larsen                                 | Nem adták ki |